# Liste der Kulturdenkmale in Hemmingstedt
In der Liste der Kulturdenkmale in Hemmingstedt sind alle Kulturdenkmale der schleswig-holsteinischen Gemeinde Hemmingstedt (Kreis Dithmarschen) aufgelistet (Stand: 10. März 2025).

## Legende
In den Spalten befinden sich folgende Informationen:
- Objekt-ID: die Nummer des Kulturdenkmales
- Lage: die Adresse des Kulturdenkmales und die geographischen Koordinaten. Kartenansicht, um Koordinaten zu setzen. In der Kartenansicht sind Kulturdenkmale ohne Koordinaten mit einem roten Marker dargestellt und können in der Karte gesetzt werden. Kulturdenkmale ohne Bild sind mit einem blauen Marker gekennzeichnet, Kulturdenkmale mit Bild mit einem grünen Marker.
- Offizielle Bezeichnung: Bezeichnung des Kulturdenkmales
- Beschreibung: die Beschreibung des Kulturdenkmales
- Bild: ein Bild des Kulturdenkmales

## Sachgesamtheiten
| Objekt-ID      | Lage                                             | Offizielle Bezeichnung | Beschreibung | Bild                             |
| -------------- | ------------------------------------------------ | ---------------------- | --- | -------------------------------- |
| 40546 Wikidata | Pastor-Harder-Straße (54° 8′ 46″ N, 9° 4′ 23″ O) | Kirche St. Marien      | Aktualisierung vorgesehen - Begründung: geschichtlich, künstlerisch, städtebaulich, Kulturlandschaft prägend - Schutzumfang: Kirche St. Marien mit Ausstattung, Glockenturm, Kirchhof, Grabmale bis 1870, Baumkranz | weitere Fotos \| Fotos hochladen |

## Bauliche Anlagen
| Objekt-ID     | Lage                                             | Offizielle Bezeichnung            | Beschreibung | Bild                             |
| ------------- | ------------------------------------------------ | --------------------------------- | --- | -------------------------------- |
| 3094 Wikidata | Bahnhofstraße 7 (54° 8′ 56″ N, 9° 4′ 37″ O)      | Windmühle Margaretha              | Alteintragung (Aktualisierung vorgesehen) - Begründung: Alteintragung (Aktualisierung vorgesehen) - Schutzumfang: Alteintragung (Aktualisierung vorgesehen) - Denkmaltyp: Bauliche Anlage                                          | weitere Fotos \| Fotos hochladen |
| 3093 Wikidata | Pastor-Harder-Straße (54° 8′ 46″ N, 9° 4′ 23″ O) | Kirche St. Marien mit Ausstattung | Alteintragung (Aktualisierung vorgesehen) - Begründung: geschichtlich, künstlerisch, städtebaulich - Schutzumfang: Kirche St. Marien mit Ausstattung, Glockenturm - Denkmaltyp: Bauliche Anlage, Sachgesamtheit: Kirche St. Marien | weitere Fotos \| Fotos hochladen |
| 8273 Wikidata | To Osten 6 (54° 8′ 39″ N, 9° 4′ 15″ O)           | ehem. Kate Dodeck                 | Alteintragung (Aktualisierung vorgesehen) - Begründung: geschichtlich, wissenschaftlich, städtebaulich, Kulturlandschaft prägend - Schutzumfang: gesamtes Objekt - Denkmaltyp: Bauliche Anlage                                     | Fotos hochladen                  |

## Gründenkmale
| Objekt-ID      | Lage                                             | Offizielle Bezeichnung | Beschreibung | Bild            |
| -------------- | ------------------------------------------------ | ---------------------- | --- | --------------- |
| 19636 Wikidata | Pastor-Harder-Straße (54° 8′ 46″ N, 9° 4′ 22″ O) | Kirchhof               | Alteintragung (Aktualisierung vorgesehen) - Begründung: geschichtlich, Kulturlandschaft prägend - Schutzumfang: Kirchhof, Grabmale bis 1870, Baumkranz - Denkmaltyp: Gründenkmal, Sachgesamtheit: Kirche St. Marien | Fotos hochladen |

## Quelle
- Liste der Kulturdenkmale in Schleswig-Holstein – Kreis Dithmarschen (PDF)

- Karte mit allen Koordinaten:
- OSM |
- WikiMap